# Пчілкіне
Пчі́лкіне — пасажирська зупинна платформа Лиманської дирекції Донецької залізниці. На платформі зупиняються приміські поїзди.
Платформа розташована на лінії Слов'янськ — Горлівка між станціями Дружківка (8 км) та Краматорськ (3 км). Знаходиться в смт Красноторка Краматорської громади Донецької області в долині річки Казенний Торець. 
На захід від залізниці знаходиться однойменне селище.